# Badylessa guenthartae
Badylessa guenthartae är en insektsart som beskrevs av Irena Dworakowska 1981. Badylessa guenthartae ingår i släktet Badylessa och familjen dvärgstritar.
Artens utbredningsområde är Liberia. Inga underarter finns listade i Catalogue of Life.